# 蕾貝卡·道森
蕾貝卡·道森（英語：Rebekah Dawson）是一名美國天體物理學家，賓夕法尼亞州立大學天文學和天體物理學副教授。她的研究重點是模擬系外行星軌道和成分的演變，以便更好地了解行星系是如何形成的。

## 生平
2009年，道森在威爾斯利學院獲得天體物理學學士學位。隨後，她前往哈佛大學攻讀天文學碩士學位（2011年）和天文學與天體物理學博士學位（2013年），導師是露絲·莫瑞-克萊。 2013年至2015年，她在米勒科學基礎研究所從事博士後研究。
2016年1月，她開始擔任賓夕法尼亞州立大學天文學和天體物理學助理教授。2020年10月，她被任命為沙弗科學職業發展教授，並於2021年7月晉升為副教授。

## 榮譽
2017年，道森被美國天文學會授予安妮·坎農天文獎，以表彰她「在多行星系統中系外行星動態相互作用建模方面的工作」。
2018年，她被任命為阿爾弗雷德·斯隆基金會研究員。
2020年，她被美國天文學會行星科學分會授予哈羅德·C·尤里獎，以表彰她「在行星動力學、行星系統的形成以及近鄰軌道上系外行星的特徵描述方面所做的開創性研究」。
2021年，她再次被美國天文學會授予海倫·B·華納天文學獎，以表彰她「在行星形成和動力學方面的重要貢獻，特別是在熱木星系外行星以及行星組成和軌道結構之間的聯繫方面」。